# Eliud
Eliud, of Elihud was volgens de legende, zoals beschreven door Geoffrey van Monmouth, koning van Brittannië. Hij volgde koning Urianus op, en werd op zijn beurt opgevolgd door zijn zoon Cledaucus. Eliud regeerde van 218 v.Chr. - 212 v.Chr.